# Sainte-Féréole
Sainte-Féréole település Franciaországban, Corrèze megyében. Lakosainak száma 2060 fő (2022. január 1.). Sainte-Féréole Donzenac, Malemort, Sadroc, Saint-Germain-les-Vergnes, Saint-Hilaire-Peyroux és Ussac községekkel határos.

## Népesség
A település népessége az elmúlt években az alábbi módon változott:
| Lakosok száma | 1302 | 1449 | 1568 | 1717 | 1828 | 1846 | 1941 | 2007 | 2019 | 2060 |
|               | 1968 | 1982 | 1990 | 2006 | 2013 | 2015 | 2017 | 2019 | 2020 | 2022 |